# Le Mesnil-en-Vallée
Le Mesnil-en-Vallée ([lə mɛˈnil ɑ̃ vaˈle] ⓘ) ist eine Ortschaft und ehemalige französische Gemeinde mit 1486 Einwohnern (Stand: 1. Januar 2022) im Département Maine-et-Loire in der Region Pays de la Loire. Sie gehörte zum Arrondissement Cholet. Die Einwohner werden Mesnilois und Mesniloises genannt.
Der Erlass des Präfekten vom 5. Oktober 2015 legte mit Wirkung zum 15. Dezember 2015 die Eingliederung von Le Mesnil-en-Vallée als Commune déléguée zusammen mit den früheren Gemeinden La Pommeraye, Beausse, Botz-en-Mauges, Bourgneuf-en-Mauges, La Chapelle-Saint-Florent, Le Marillais, Montjean-sur-Loire, Saint-Florent-le-Vieil, Saint-Laurent-de-la-Plaine sowie Saint-Laurent-du-Mottay zur Commune nouvelle Mauges-sur-Loire fest.

## Geografie

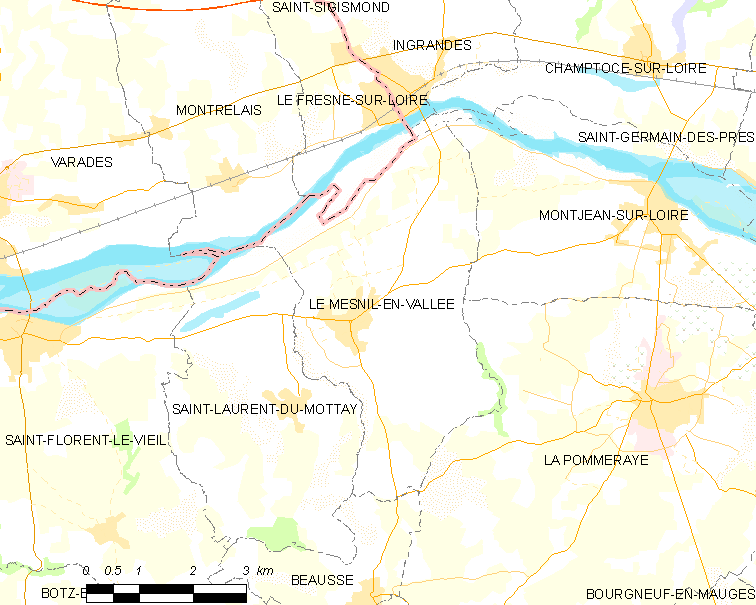
Karte von Le Mesnil-en-Vallée

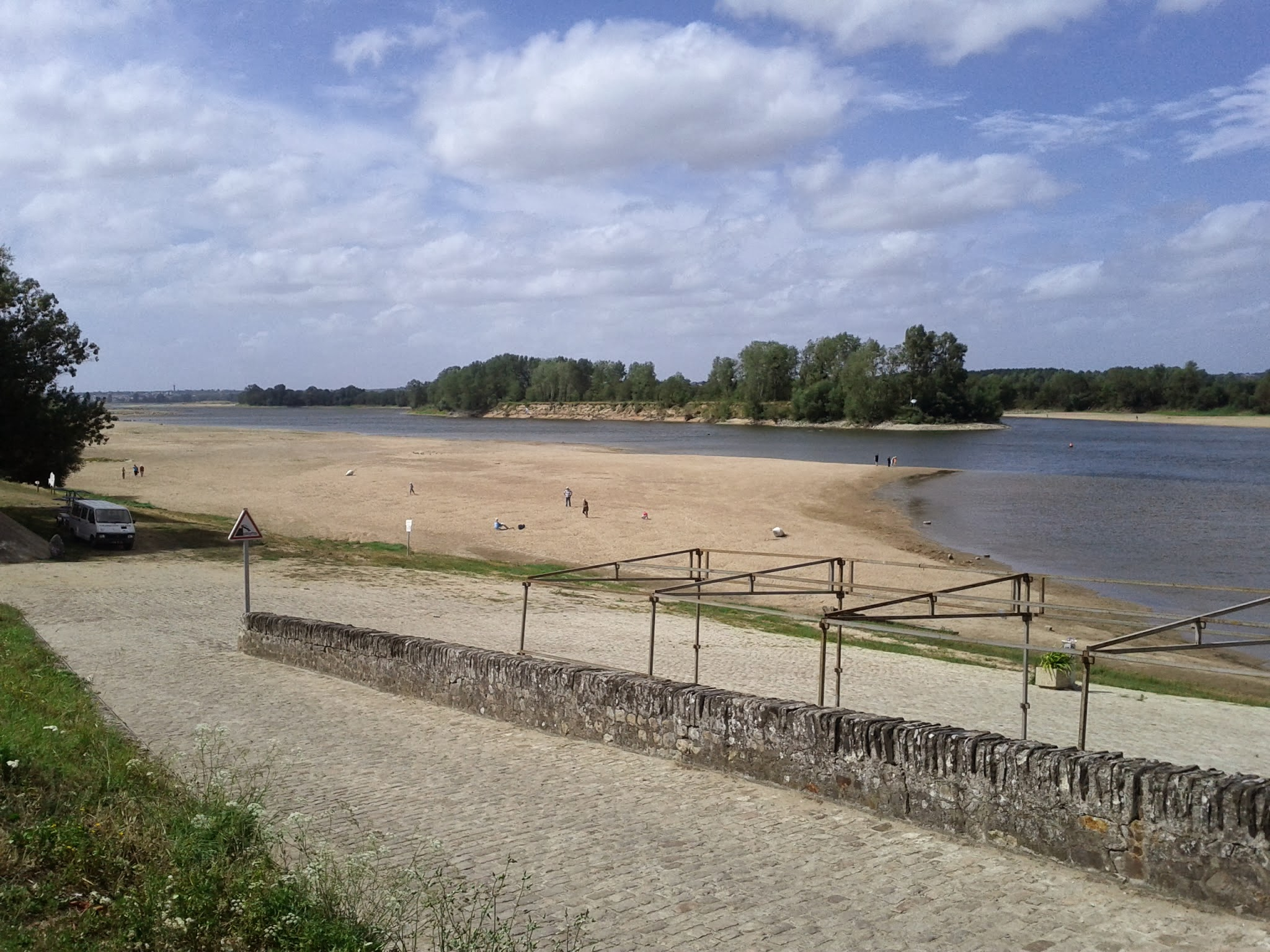
Die Loire bei Le Mesnil-en-Vallée

Le Mesnil-en-Vallée liegt etwa 31 Kilometer westsüdwestlich von Angers, etwa 34 Kilometer nördlich von Cholet und etwa 49 Kilometer ostnordöstlich von Nantes an der Grenze zum benachbarten Département Loire-Atlantique. Der Ort befindet sich in der Région naturelle der Mauges, Teil der historischen Provinz des Anjou.
Das Ortsgebiet liegt am linken Ufer der Loire. Es wird außerdem entwässert vom parallel zur Loire verlaufenden Flüsschen T(h)au, vom Ruisseau du Moulin Benoist, vom Ruisseau de la Giraudière, vom Ruisseau de Veillon sowie von kleineren Fließgewässern. Das Bodenrelief ist relativ flach, von einer Höhe im Norden von 7 m an der Loire nach Süden hin ansteigend mit einer maximalen Erhebung von 127 m Höhe. Das Ortszentrum liegt etwa zwei Kilometer vom Ufer entfernt auf etwa 45 m Höhe.
Umgeben wird Le Mesnil-en-Vallée von drei Nachbargemeinden und vier Communes déléguées von Mauges-sur-Loire:
| Montrelais (Loire-Atlantique)              | Ingrandes-le-Fresne-sur-Loire               | Champtocé-sur-Loire                   |
| Saint-Laurent-du-Mottay (Mauges-sur-Loire) | Kompassrose, die auf Nachbargemeinden zeigt | Montjean-sur-Loire (Mauges-sur-Loire) |
|                                            | Beausse (Mauges-sur-Loire)                  | La Pommeraye (Mauges-sur-Loire)       |

## Geschichte
Frühere Formen des Ortsnamens waren: Masnilii Sanctae Mariae ecclesia (12. Jahrhundert), Ecclesia sanctae Mariae de Masnilio (1146–1156), Le Mesnil (Carte de Cassini, 18. Jahrhundert), Menil (1793), Le Mesnil (1801). Der Namenszusatz en Vallée wurde nach einem Erlass am 13. November 1920 hinzugefügt.
Die Pfarrkirche wurde wahrscheinlich von Mönchen der Abtei Saint-Florent gestiftet, zu der die Pfarrgemeinde immer gehörte. Ein Teil der Pfarrgüter wurde 1569 veräußert, um die Hugenottenkriege zu finanzieren. Die Ausübung der Lehnsherrschaft mit dem Einzug der Steuern oblag dem Propst von Saint-Laurent-du-Mottay, die letzten Endes an die Abtei gingen. Im 18. Jahrhundert gehörte die Pfarrgemeinde zum Bistum Angers, zum Gebiet der Exemtion von Saint-Florent-le-Vieil, zur Élection und Subdelegation der Bailliage von Angers sowie zum Einzugsgebiet der Gabelle von Saint-Florent-le-Vieil. Der Pfarrer wurde vom Abt von Saint-Florent nominiert.

## Bevölkerungsentwicklung
| Le Mesnil-en-Vallée: Einwohnerzahlen von 1793 bis 2020                                                                     | Le Mesnil-en-Vallée: Einwohnerzahlen von 1793 bis 2020 | Le Mesnil-en-Vallée: Einwohnerzahlen von 1793 bis 2020 | Le Mesnil-en-Vallée: Einwohnerzahlen von 1793 bis 2020 | Le Mesnil-en-Vallée: Einwohnerzahlen von 1793 bis 2020 |
| --- | ------------------------------------------------------ | ------------------------------------------------------ | ------------------------------------------------------ | ------------------------------------------------------ |
| Jahr |                                                        |                                                        |                                                        | Einwohner                                              |
| 1793 | 1793                                                   |                                                        | 2.665                                                  | 2.665                                                  |
| 1800 | 1800                                                   |                                                        | 1.236                                                  | 1.236                                                  |
| 1806 | 1806                                                   |                                                        | 1.387                                                  | 1.387                                                  |
| 1821 | 1821                                                   |                                                        | 1.721                                                  | 1.721                                                  |
| 1831 | 1831                                                   |                                                        | 2.223                                                  | 2.223                                                  |
| 1836 | 1836                                                   |                                                        | 1.926                                                  | 1.926                                                  |
| 1841 | 1841                                                   |                                                        | 1.851                                                  | 1.851                                                  |
| 1846 | 1846                                                   |                                                        | 1.836                                                  | 1.836                                                  |
| 1851 | 1851                                                   |                                                        | 1.807                                                  | 1.807                                                  |
| 1856 | 1856                                                   |                                                        | 1.767                                                  | 1.767                                                  |
| 1861 | 1861                                                   |                                                        | 1.719                                                  | 1.719                                                  |
| 1866 | 1866                                                   |                                                        | 1.726                                                  | 1.726                                                  |
| 1872 | 1872                                                   |                                                        | 1.690                                                  | 1.690                                                  |
| 1876 | 1876                                                   |                                                        | 1.655                                                  | 1.655                                                  |
| 1881 | 1881                                                   |                                                        | 1.562                                                  | 1.562                                                  |
| 1886 | 1886                                                   |                                                        | 1.503                                                  | 1.503                                                  |
| 1891 | 1891                                                   |                                                        | 1.508                                                  | 1.508                                                  |
| 1896 | 1896                                                   |                                                        | 1.418                                                  | 1.418                                                  |
| 1901 | 1901                                                   |                                                        | 1.226                                                  | 1.226                                                  |
| 1906 | 1906                                                   |                                                        | 1.232                                                  | 1.232                                                  |
| 1911 | 1911                                                   |                                                        | 1.184                                                  | 1.184                                                  |
| 1921 | 1921                                                   |                                                        | 1.034                                                  | 1.034                                                  |
| 1926 | 1926                                                   |                                                        | 1.000                                                  | 1.000                                                  |
| 1931 | 1931                                                   |                                                        | 965                                                    | 965                                                    |
| 1936 | 1936                                                   |                                                        | 971                                                    | 971                                                    |
| 1946 | 1946                                                   |                                                        | 939                                                    | 939                                                    |
| 1954 | 1954                                                   |                                                        | 969                                                    | 969                                                    |
| 1962 | 1962                                                   |                                                        | 1.034                                                  | 1.034                                                  |
| 1968 | 1968                                                   |                                                        | 1.083                                                  | 1.083                                                  |
| 1975 | 1975                                                   |                                                        | 1.095                                                  | 1.095                                                  |
| 1982 | 1982                                                   |                                                        | 1.147                                                  | 1.147                                                  |
| 1990 | 1990                                                   |                                                        | 1.256                                                  | 1.256                                                  |
| 1999 | 1999                                                   |                                                        | 1.290                                                  | 1.290                                                  |
| 2006 | 2006                                                   |                                                        | 1.458                                                  | 1.458                                                  |
| 2013 | 2013                                                   |                                                        | 1.468                                                  | 1.468                                                  |
| 2020 | 2020                                                   |                                                        | 1.425                                                  | 1.425                                                  |
| Quelle(n): EHESS/Cassini bis 1999, INSEE ab 2006 Anmerkung(en): Ab 1962 offizielle Zahlen ohne Einwohner mit Zweitwohnsitz |                                                        |                                                        |                                                        |                                                        |

Der signifikante Bevölkerungsrückgang zwischen 1793 und 1800 ist auf die Ereignisse im Zusammenhang mit dem Aufstand der Vendée begründet.

## Sehenswürdigkeiten
- Friedhofskapelle, 1801 erbaut, seit 1969 als Monument historique eingeschrieben
- Pfarrkirche Notre-Dame, 1839 erbeut
- Schloss Vaugirault aus dem 19. Jahrhundert mit Ursprüngen aus dem 16. Jahrhundert
- Wohnhaus, genannt Schloss La Bretèche, aus dem 19. Jahrhundert
- Windmühle, genannt Mühle Pinot, 1763 errichtet
- Windmühle, genannt Mühle La Butte, 1733 oder 1753 errichtet

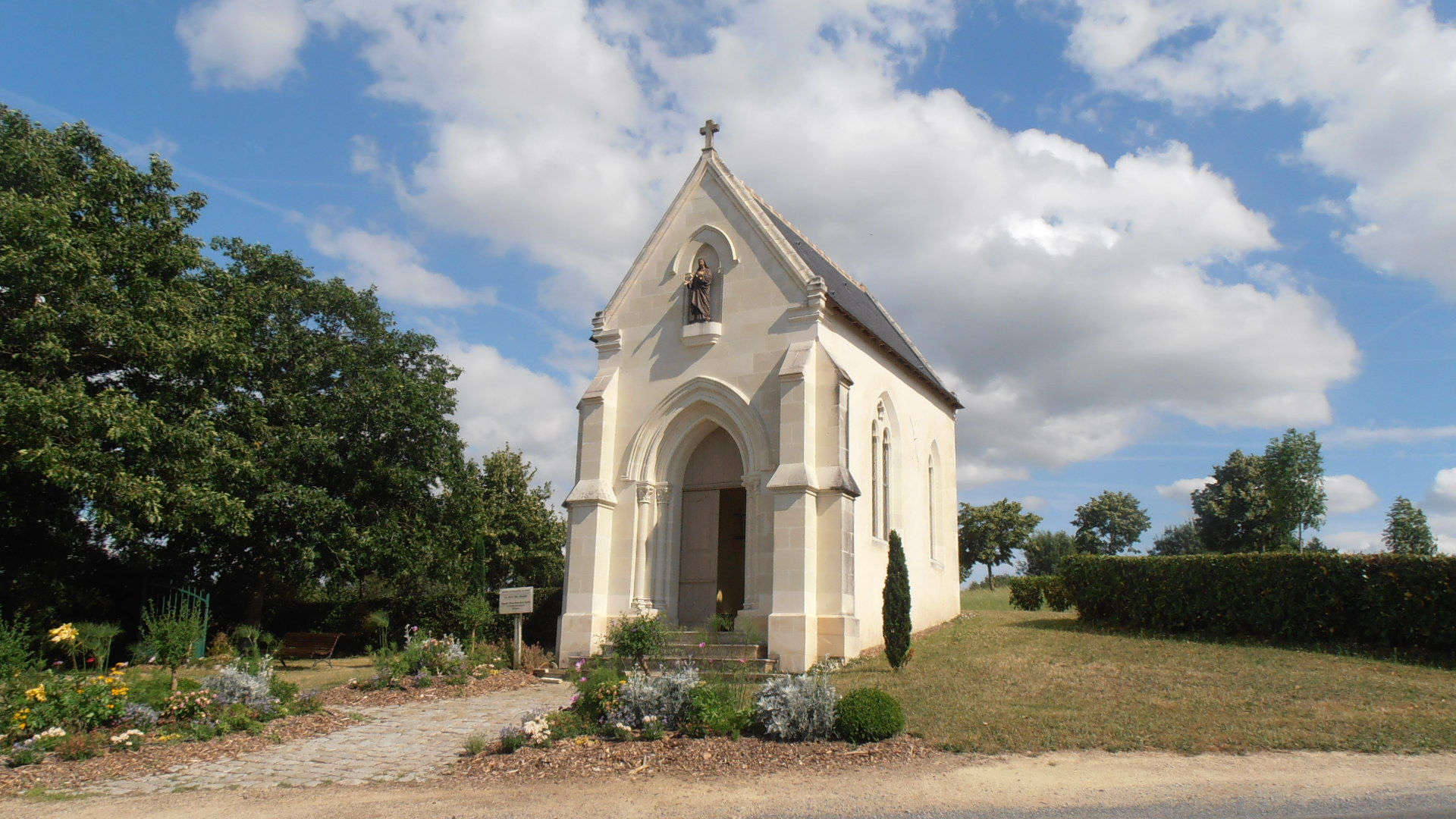
Friedhofskapelle
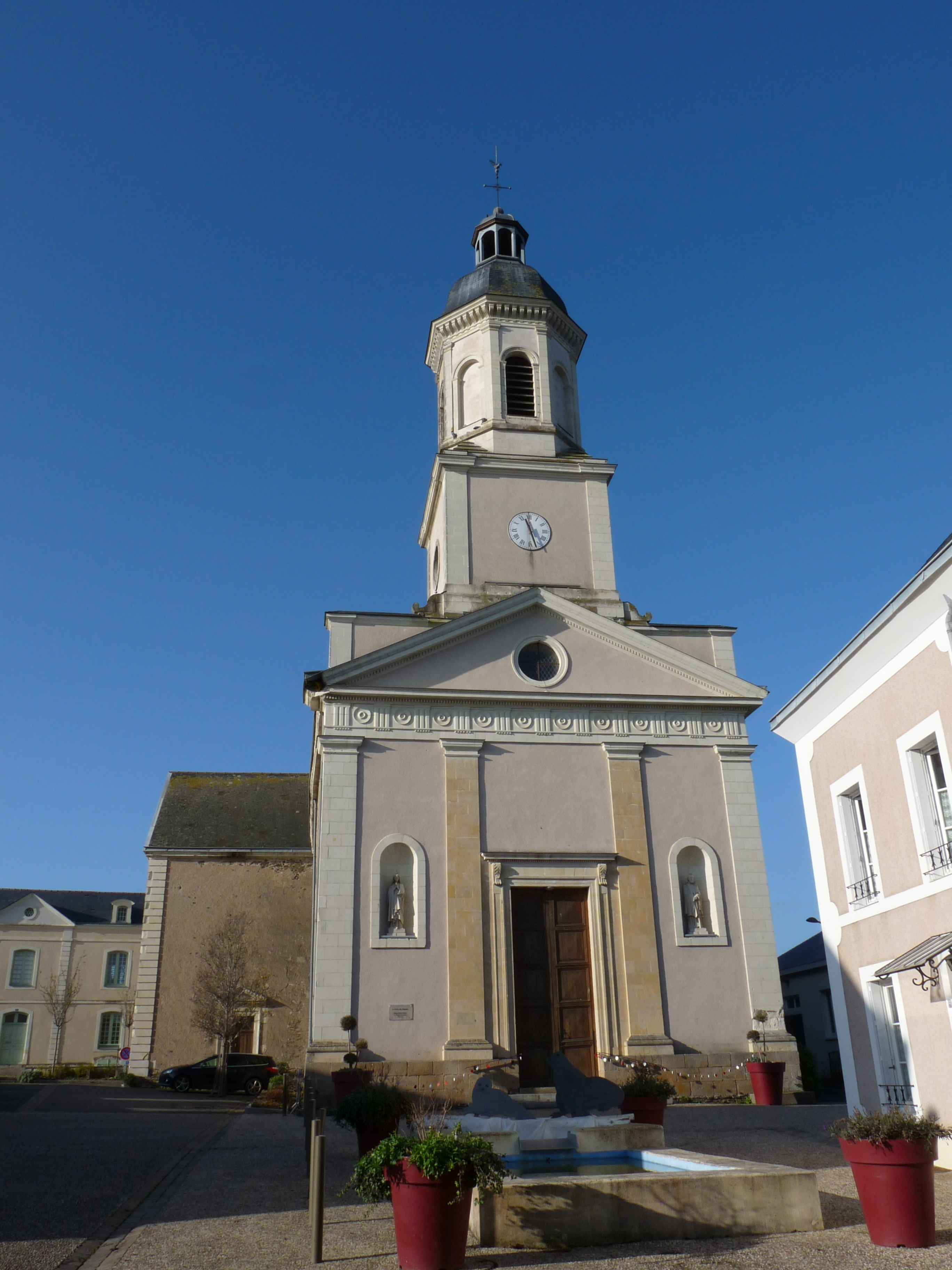
Pfarrkirche Notre-Dame – Außenansicht
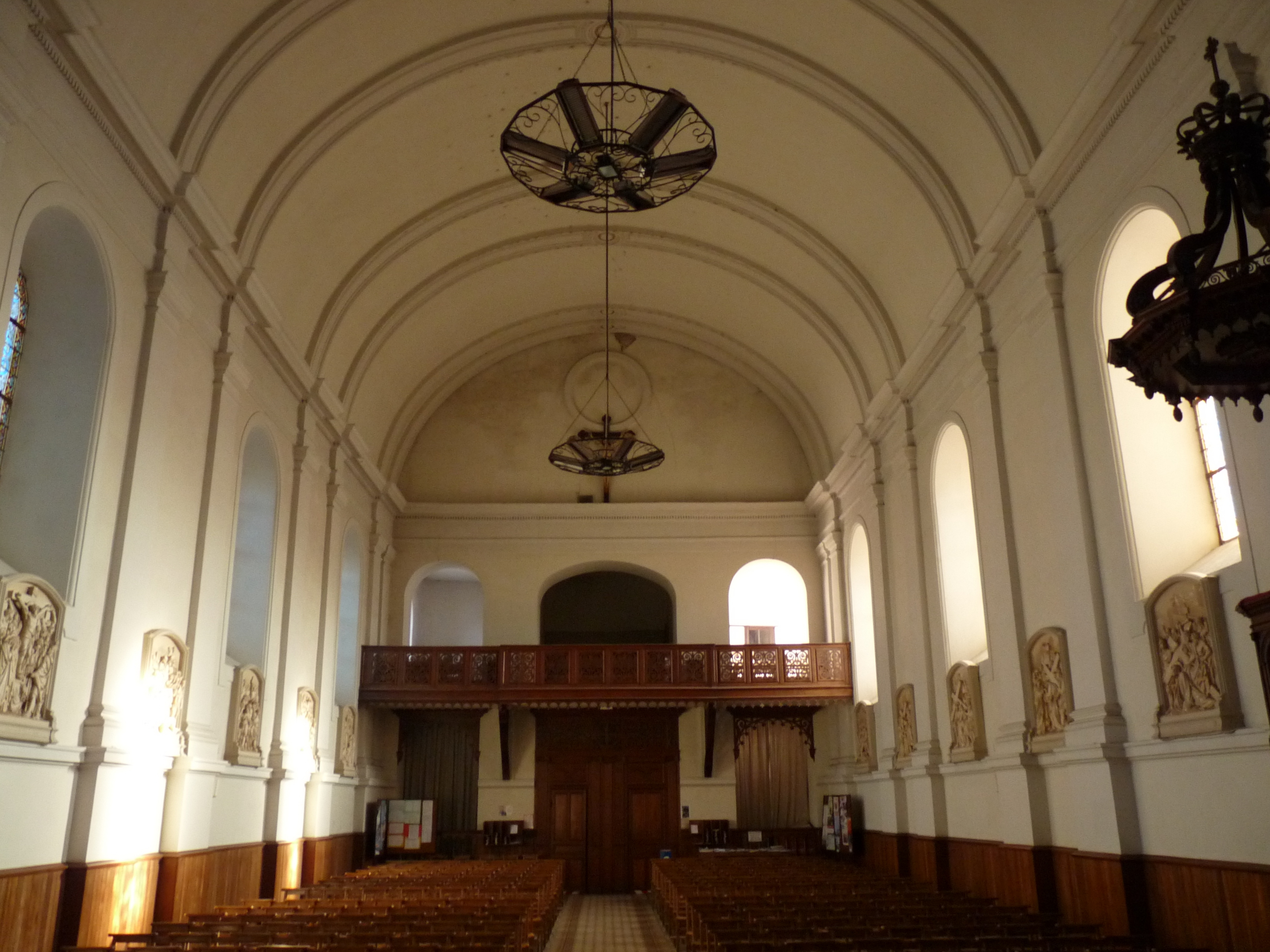
Pfarrkirche Notre-Dame – Innenraum